# Vlag van Minsk (stad)

Vlag van Minsk

De vlag van de hoofdstedelijke horad Minsk bestaat uit een blauw veld met een verhouding van 2:3. In het midden ervan bevindt zich het wapen van de Witrussische hoofdstad Minsk.
Het ontwerp van de vlag van Minsk werd vastgelegd door de gemeenteraad van Minsk op 27 maart 2001.
Het wapen van Minsk geeft de opneming van Maria in de hemel weer. Maria is gekleed in rood en paars op een zilveren wolk. Ze wordt door twee vliegende engelen getild en erboven zijn twee cherubs zichtbaar. Dit wapen werd in 1591 aan de stad toegewezen. Volgens een legende arriveerde de icoon die de hemelvaart voorstelt, vanuit het door de Tataren verwoeste Kiev, tegen de stroom van de Svislatsj in, uiteindelijk in Minsk.